# Curruca buryi
Curruca buryi é uma espécie de ave da família Sylviidae.
Pode ser encontrada nos seguintes países: Arábia Saudita e Iémen.
Os seus habitats naturais são: florestas secas tropicais ou subtropicais.
Está ameaçada por perda de habitat, com sua média de população atualmente caindo. Estima-se que hajam entre 10 e 20 mil espécimes maduros na natureza.